# Zygmunt Noceń
Zygmunt Noceń (ur. 23 stycznia 1925 roku w Warszawie, zm. 8 września 2005 w Szczecinie) – żołnierz Związku Walki Zbrojnej i Armii Krajowej ps. "Narcyz".
Syn Jana i Eugenii z d. Obrębska. Od 1948 roku był członkiem Związku Inwalidów Wojennych RP. Na przełomie lat siedemdziesiątych XX wieku pełnił obowiązki sekretarza koła ZIW w Szczecinie.

## Lata okupacji
W styczniu 1940 roku, jako aktywny harcerz wstąpił do konspiracji Związku Walki Zbrojnej. Brał udział w akcjach sabotażowo-dywersyjnych i uczył się jednocześnie na tajnych kompletach uzyskując świadectwo dojrzałości.
W czasie powstania warszawskiego był żołnierzem Państwowego Korpusu Bezpieczeństwa, Grupa "Północ". W sierpniu 1944 roku, w czasie zdobywania Wytwórni Papierów Wartościowych, został ranny. W stanie ciężkim przeniesiony został do szpitala Jana Bożego. Ze względu na stan zdrowia nie mógł być ewakuowany kanałami na tyły. Został ukryty w zrujnowanej piwnicy przy ulicy Podwale 7. Przez długi czas przebywał tam w bardzo ciężkich warunkach. W stanie skrajnego wyczerpania został dopiero odnaleziony przez ludzi powracających do Warszawy.

## Okres powojenny
Leczono go w szpitalu miejskim przy ulicy Koweckiej na Pradze. Pod dobrą opieką medyczną powoli wracał do zdrowia. Następnie podjął zatrudnienie w Komendzie Głównej Związku Harcerstwa Polskiego jako instruktor.
Mimo inwalidztwa, rozpoczął studia na Wydziale Weterynarii Uniwersytetu Wrocławskiego i uzyskał dyplom lekarza weterynarii. W kwietniu 1955 roku pracował w Trzebnicy.
Następnie przeniósł się do Szczecina i pracował jako lekarz w Portowej Weterynarii przy ZPSZ. Studiował zaocznie i uzyskał tytuł magistra inżyniera rolnictwa. 
Przechodząc na emeryturę, nadal pracował w niepełnym wymiarze czasu pracy. Zajął się też pracą społeczną.

## Ordery i odznaczenia
Pierwotny wykaz orderów i odznaczeń podano za: Tadeusz Zwilnian-Grabowski: Ocaleni w pamięci. s. 190.
- Krzyż Srebrny Orderu Wojennego Virtuti Militari
- Krzyż Kawalerski Orderu Odrodzenia Polski
- Krzyż Partyzancki - 1959
- Warszawski Krzyż Powstańczy
- Krzyż Armii Krajowej
- Złoty Krzyż Zasługi
- Odznaka Srebrna ZIW
- Odznaka Złota ZIW